# Cetina (Civljane)
Cetina je naselje općine Civljane u Šibensko-kninskoj županiji.  

## Zemljopisni položaj
Nalazi se na 43° 58' 7" sjeverne zemljopisne širine i 16° 25' 59" istočne zemljopisne dužine, sjeveroistočno od sela Civljane i gradića Vrlike.

## Stanovništvo
Prema popisu stanovništva iz 2001. godine u selu je živjelo 123 stanovnika, dok je posljednjim popisom iz 2011. godine utvrđeno da ovdje živi 195 stanovnika.

### Kretanje broja stanovnika
- 2011. – 195
- 2001. – 123
- 1991. – 853 stanovnika (793 Srba, 41 Hrvat, 2 Jugoslavena, 17 ostalih i neopredeljenih).
- 1921. – 981
- 1857. – 606[4]

| broj stanovnika | 606   | 599   | 548   | 755   | 843   | 866   | 981   | 1036  | 1001  | 1037  | 1146  | 1100  | 951   | 853   | 123   | 195   | 124   |
|                 | 1857. | 1869. | 1880. | 1890. | 1900. | 1910. | 1921. | 1931. | 1948. | 1953. | 1961. | 1971. | 1981. | 1991. | 2001. | 2011. | 2021. |

## Povijest
Značajan je spomenik kulture kadionica iz Stare Vrlike iz druge polovice 8. stoljeća, a donijeli su je na hrvatsko tlo franački misionari poslije 800. godine prilikom pokrštavanja Hrvata. 
Nalazi se na izvoru istoimene rijeke, odnosno ime je dobilo po rijeci Cetini i starohrvatskoj županiji Cetini koju u 10. stoljeću prvi put spominje bizantski car Konstantin Porfirogenet VII. u svom djelu De administrando imperio.
Do 1991. godine, selo je bilo u sastavu općine Knin, a do 1995. godine i oslobađanja u operaciji Oluji, nalazilo se pod velikosrpskom okupacijom, odnosno pod nadzorom pobunjenih hrvatskih Srba.

## Gospodarstvo
Stanovništvo se bavi poljodjelstvom, vinogradarstvom i stočarstvom.

## Kultura
Na području sela nalaze se ruševine starohrvatske crkve sv. Spasa iz 9. – 10. stoljeća. To je jedan od najbolje očuvanih spomenika ranosrednjovjekovnog sakralnog graditeljstva u Hrvatskoj. Oko crkve nalazi se do sada najveća istražena i proučena starohrvatska nekropola s preko 1000 grobova.
Pravoslavna crkva Uznesenja Gospodnjeg na izvoru rijeke Cetine je sazidana 1940. godine, a obnovljena 1974. godine.

## Vanjske poveznice
- Službene stranice općine

|  | Portal Hrvatske – Pristup člancima s tematikom o Hrvatskoj. |